# Hauteluce
Hauteluce est une commune française située dans le département de la Savoie, en région Auvergne-Rhône-Alpes. Village de montagne du massif du Beaufortain, il comptait 741 habitants en 2022.
Le territoire communal accueille deux stations de sports d'hiver : Les Saisies partagées avec Villard-sur-Doron, reliées au grand domaine skiable de l'Espace Diamant et Hauteluce - Val Joly (hameau de Belleville), reliée à la station des Contamines, ainsi qu'au domaine Évasion Mont-Blanc.

## Géographie
Le vaste territoire communal d'un peu plus de 62 000 hectares comporte deux noyaux principaux d'habitat, le village ancien d'Hauteluce, avec son église,  sur des pentes douces, ensoleillées et exposées au Sud-Est, aux alentours de 1150 mètres et l'implantation plus récente des Saisies située sur un col très évasé séparant le bassin du haut Arly de celui du Doron, aux environs de 1650m.

### Climat
Pour des articles plus généraux, voir Climat d'Auvergne-Rhône-Alpes et Climat de la Savoie.
En 2010, le climat de la commune est de type climat de montagne, selon une étude du Centre national de la recherche scientifique s'appuyant sur une série de données couvrant la période 1971-2000. En 2020, Météo-France publie une typologie des climats de la France métropolitaine dans laquelle la commune est exposée à un climat de montagne ou de marges de montagne et est dans la région climatique Alpes du nord, caractérisée par une pluviométrie annuelle de 1 200 à 1 500 mm, irrégulièrement répartie en été.
Pour la période 1971-2000, la température annuelle moyenne est de 7,9 °C, avec une amplitude thermique annuelle de 17,5 °C. Le cumul annuel moyen de précipitations est de 1 295 mm, avec 10,3 jours de précipitations en janvier et 10 jours en juillet. Pour la période 1991-2020, la température moyenne annuelle observée sur la station météorologique installée sur la commune est de 5,2 °C et le cumul annuel moyen de précipitations est de 1 523,1 mm,. Pour l'avenir, les paramètres climatiques de la commune estimés pour 2050 selon différents scénarios d'émission de gaz à effet de serre sont consultables sur un site dédié publié par Météo-France en novembre 2022.
| Mois                                  | jan.           | fév.           | mars           | avril          | mai           | juin          | jui.           | août          | sep.          | oct.           | nov.             | déc.           | année      |
| ------------------------------------- | -------------- | -------------- | -------------- | -------------- | ------------- | ------------- | -------------- | ------------- | ------------- | -------------- | ---------------- | -------------- | ---------- |
| Température minimale moyenne (°C)     | −6,3           | −6,9           | −4,1           | −0,9           | 3,4           | 7,1           | 8,7            | 9             | 5,5           | 2,7            | −2,1             | −5,1           | 0,9        |
| Température moyenne (°C)              | −2,1           | −2,3           | 0,4            | 3,3            | 7,5           | 11,5          | 13,4           | 13,4          | 9,7           | 6,7            | 1,7              | −1,2           | 5,2        |
| Température maximale moyenne (°C)     | 2,1            | 2,3            | 5              | 7,4            | 11,6          | 15,8          | 17,9           | 17,8          | 13,9          | 10,8           | 5,4              | 2,7            | 9,4        |
| Record de froid (°C) date du record   | −20,2 27.01.05 | −25,4 05.02.12 | −18,7 01.03.05 | −12 17.04.1999 | −7,5 06.05.19 | −5 01.06.06   | 0,3 13.07.1993 | −1 31.08.1995 | −6 27.09.20   | −10,9 29.10.12 | −16,5 22.11.1998 | −20,2 20.12.09 | −25,4 2012 |
| Record de chaleur (°C) date du record | 16,1 16.01.11  | 15,2 28.02.09  | 17,1 17.03.04  | 18,8 09.04.11  | 23,7 25.05.09 | 29,6 27.06.19 | 28,3 07.07.15  | 28,3 23.08.23 | 24,9 04.09.23 | 22,3 02.10.23  | 18,7 08.11.15    | 16,1 02.12.15  | 29,6 2019  |
| Ensoleillement (h)                    |                |                |                |                | 1 907         | 2 268         |                | 2 482         | 1 954         | 1 502          | 1 239            | 1 145          |            |
| Précipitations (mm)                   | 130,8          | 110,9          | 113,4          | 103,3          | 151           | 129,7         | 133,9          | 135,6         | 120,6         | 122,1          | 121              | 150,8          | 1 523,1    |

## Urbanisme

### Typologie
Au 1er janvier 2024, Hauteluce est catégorisée commune rurale à habitat dispersé, selon la nouvelle grille communale de densité à sept niveaux définie par l'Insee en 2022.
Elle est située hors unité urbaine et hors attraction des villes,.

### Occupation des sols
L'occupation des sols de la commune, telle qu'elle ressort de la base de données européenne d’occupation biophysique des sols Corine Land Cover (CLC), est marquée par l'importance des forêts et milieux semi-naturels (86,8 % en 2018), une proportion sensiblement équivalente à celle de 1990 (86,5 %). La répartition détaillée en 2018 est la suivante : 
milieux à végétation arbustive et/ou herbacée (49,5 %), forêts (28,7 %), prairies (10,4 %), espaces ouverts, sans ou avec peu de végétation (8,6 %), zones urbanisées (1,6 %), eaux continentales (1,2 %).
L'IGN met par ailleurs à disposition un outil en ligne permettant de comparer l’évolution dans le temps de l’occupation des sols de la commune (ou de territoires à des échelles différentes). Plusieurs époques sont accessibles sous forme de cartes ou photos aériennes : la carte de Cassini (XVIIIe siècle), la carte d'état-major (1820-1866) et la période actuelle (1950 à aujourd'hui).

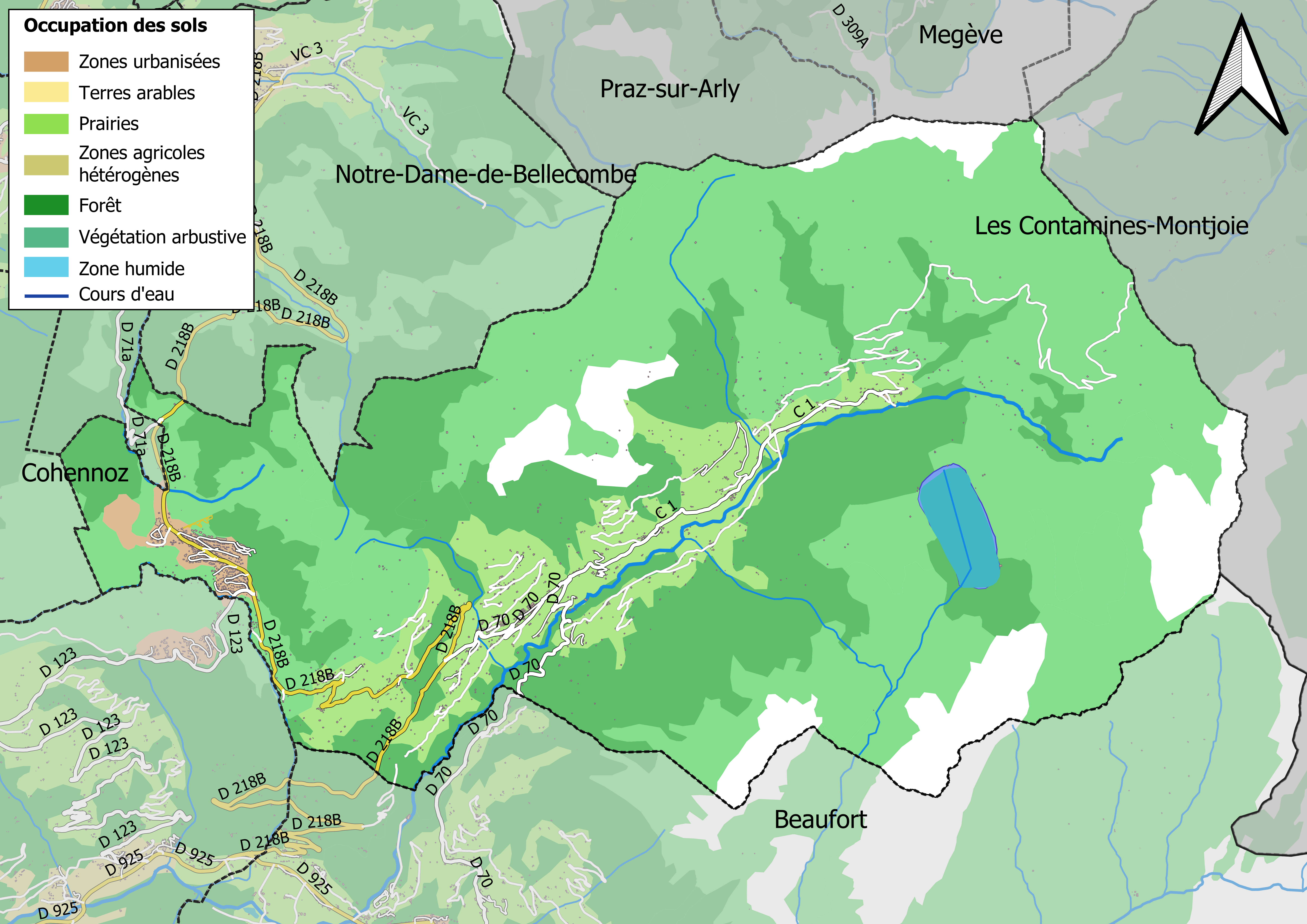
Carte des infrastructures et de l'occupation des sols en 2018 (CLC) de la commune.
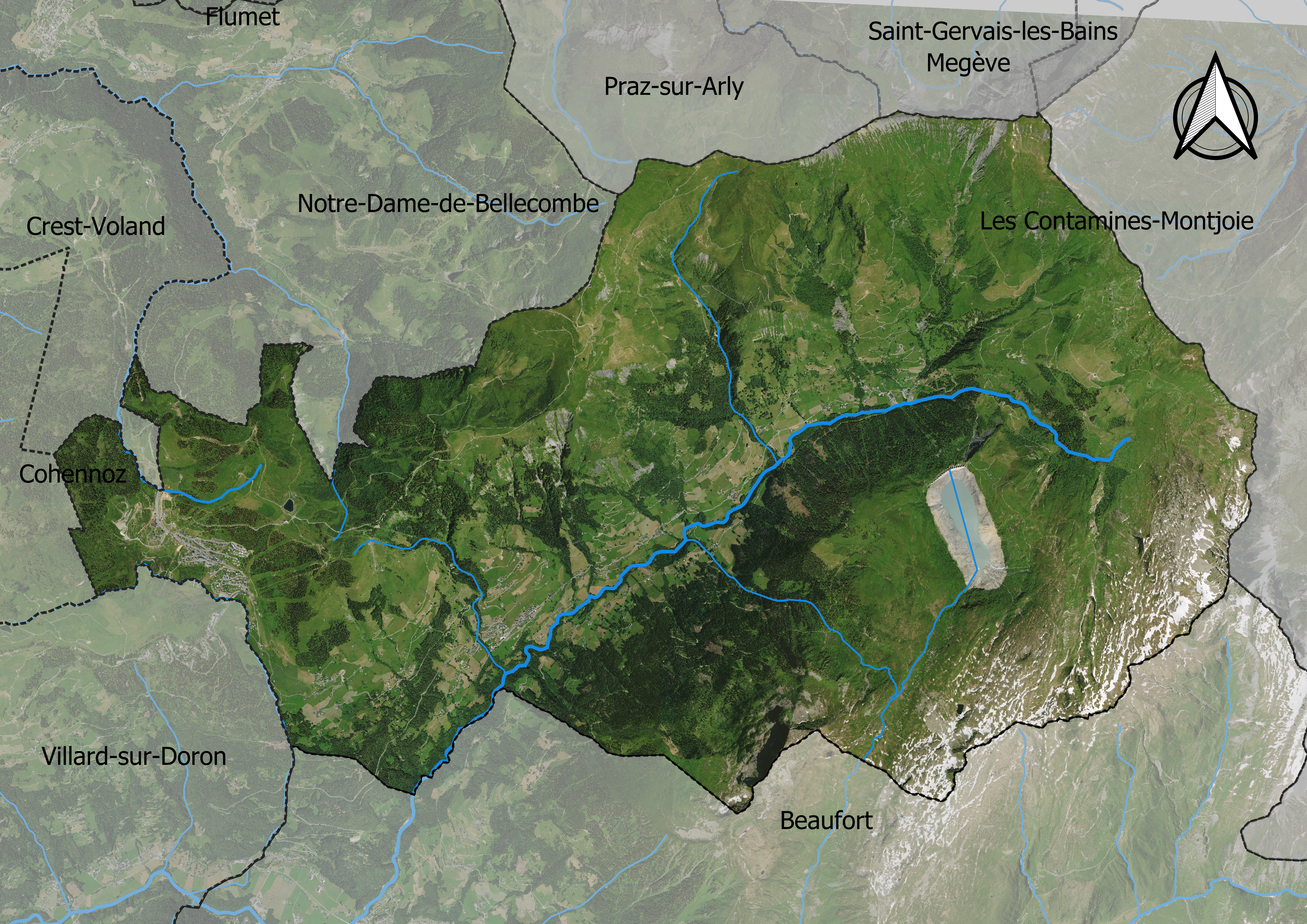
Carte orthophotogrammétrique de la commune.

## Toponyme
Hauteluce est un toponyme dérive de l'association des mots latins alta, signifiant « haute », et de lucia (Luce), ancien nom de Beaufort,. Hauteluce est donc la paroisse se trouvant au-dessus de la paroisse de Luce.
Le nom de Luce (Ecclesia de Lucia) apparait vers la fin XIIIe siècle (v. 1170),. La paroisse est partiellement mentionnée au XVIIIe siècle, avec la désignation de l'église du hameau de Belleville, Bella villa in parrochia Alte Lucie,.
En francoprovençal ou arpitan savoyard, le nom de la commune s'écrit Hôtaluce et se prononce « Otlosse » (transcrit selon la graphie semi-phonétique de Conflans).

## Politique et administration

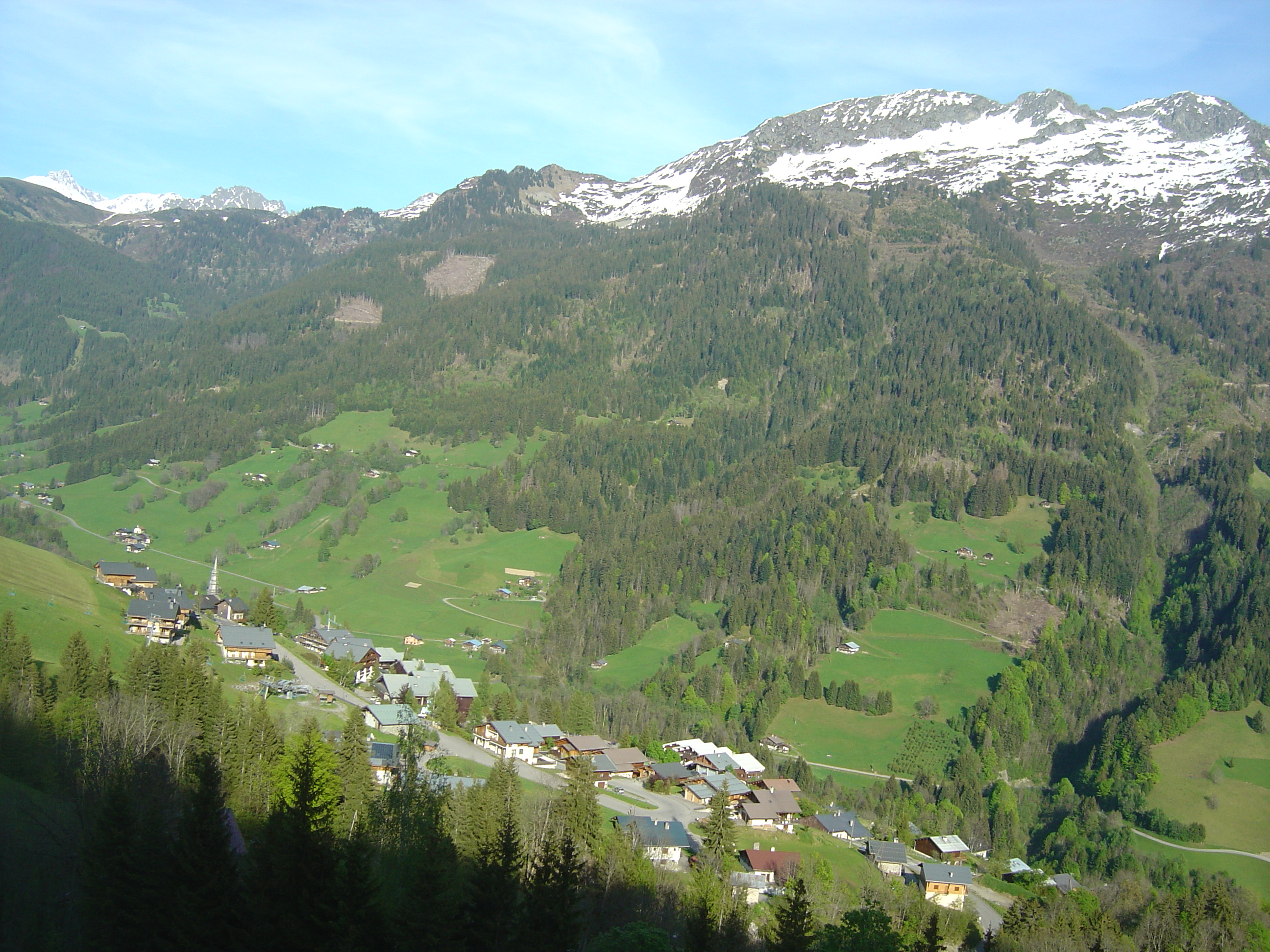
Vue générale de Hauteluce depuis la route du col des Saisies

### Situation administrative
Hauteluce appartient au canton d'Ugine, qui compte selon le redécoupage cantonal de 2014 seize communes du Beaufortain et du Val d'Arly. Avant la réforme, la commune appartenait au canton de Beaufort-sur-Doron.
Elle était membre de la communauté de communes du Beaufortain (CCB), appelée également Confluences, regroupant quatre communes, avec Beaufort, Queige et Villard-sur-Doron.
Hauteluce relève de l'arrondissement d'Albertville et de la deuxième circonscription de la Savoie, dont le député a été Hervé Gaymard (UMP puis LR) de 2007 à 2017, remplacé depuis cette date par Vincent Rolland (LR) qui avait déjà été député de la circonscription de 2002 à 2007. Hervé Gaymard reste toutefois depuis 2008 le président du Conseil général puis du conseil départemental de Savoie; il occupe toujours cette fonction en 2023.

### Administration municipale
Le nombre d'habitants au dernier recensement étant compris entre 500 et 1 499 habitants, le nombre de membres du conseil municipal est de 15, soit un maire, Xavier Desmarets, et de 14 conseillers municipaux. Parmi ces conseillers municipaux, on dénombre 4 adjoints au maire et  10 conseillers municipaux.

### Liste des maires
| Période                                  | Période  | Identité           | Étiquette | Qualité |
| ---------------------------------------- | -------- | ------------------ | --------- | ------- |
| Les données manquantes sont à compléter. |          |                    |           |         |
| 1977                                     | mai 1995 | André Mercier      | DVG       |         |
| mars 2001                                | 2008     | Léon Grosset-Janin |           |         |
| 2008                                     | 2020     | Mireille Gioria    |           |         |
| 2020                                     | En cours | Xavier Desmarets   |           |         |

### Jumelage
Le village est  jumelé avec la commune de Cancale.

## Population et société

### Démographie
Les habitants de la commune sont appelés les Hauteluciens.
La commune, alors ballotée entre la France napoléonienne et son appartenance historique au Royaume de Piémont, atteint son maximum démographique au début du XIXe siècle avec plus de 1800 habitants, l'altitude modérée de son territoire et des défrichements permettant de développer l'activité agro-pastorale et de faire vivre dans une aisance toute relative un grand nombre de familles. Un déclin progressif se dessine ensuite  et un minimum autour de 700 habitants est atteint dans les années 1970. Une petite reprise est toutefois enregistrée dans les années 1980 à 2000 en lien avec le développement de la station des Saisies. Mais le déclin démographique reprend dans la décennie 2010 avec le recul persistant des activités pastorales (malgré la notoriété du fromage local, le Beaufort), la baisse des naissances et peut-être surtout le prix élevé de l'immobilier qui éloigne de la commune nombre de personnes qui pourtant y travaillent.
L'évolution du nombre d'habitants est connue à travers les recensements de la population effectués dans la commune depuis 1793. Pour les communes de moins de 10 000 habitants, une enquête de recensement portant sur toute la population est réalisée tous les cinq ans, les populations de référence des années intermédiaires étant quant à elles estimées par interpolation ou extrapolation. Pour la commune, le premier recensement exhaustif entrant dans le cadre du nouveau dispositif a été réalisé en 2005.

En 2022, la commune comptait 741 habitants, en évolution de −2,76 % par rapport à 2016 (Savoie : +3,63 %, France hors Mayotte : +2,11 %).
| 1793  | 1800  | 1806  | 1822  | 1838  | 1848  | 1858  | 1861  | 1866  |
| ----- | ----- | ----- | ----- | ----- | ----- | ----- | ----- | ----- |
| 1 037 | 1 444 | 1 835 | 1 662 | 1 585 | 1 527 | 1 308 | 1 271 | 1 265 |

| 1872  | 1876  | 1881  | 1886  | 1891  | 1896  | 1901  | 1906  | 1911  |
| ----- | ----- | ----- | ----- | ----- | ----- | ----- | ----- | ----- |
| 1 258 | 1 224 | 1 216 | 1 208 | 1 198 | 1 158 | 1 127 | 1 142 | 1 128 |

| 1921  | 1926 | 1931  | 1936 | 1946  | 1954  | 1962 | 1968 | 1975 |
| ----- | ---- | ----- | ---- | ----- | ----- | ---- | ---- | ---- |
| 1 013 | 976  | 1 071 | 959  | 1 341 | 1 035 | 921  | 797  | 705  |

| 1982 | 1990 | 1999 | 2005 | 2006 | 2010 | 2015 | 2020 | 2022 |
| ---- | ---- | ---- | ---- | ---- | ---- | ---- | ---- | ---- |
| 707  | 820  | 800  | 875  | 887  | 828  | 767  | 759  | 741  |

### Médias

#### Radios et télévisions
La commune est couverte par des antennes locales de radios dont France Bleu Pays de Savoie et RTL2 massif de Savoie. Enfin, la chaîne de télévision locale TV8 Mont-Blanc diffuse des émissions sur les pays de Savoie. Régulièrement l'émission La Place du village expose la vie locale de la vallée de la Tarentaise. France 3 et son décrochage France 3 Alpes, peuvent parfois relater les faits de vie de la commune.

#### Presse et magazines
La presse écrite locale est représentée par des titres comme Le Dauphiné libéré avec une édition locale.

## Économie

### Tourisme

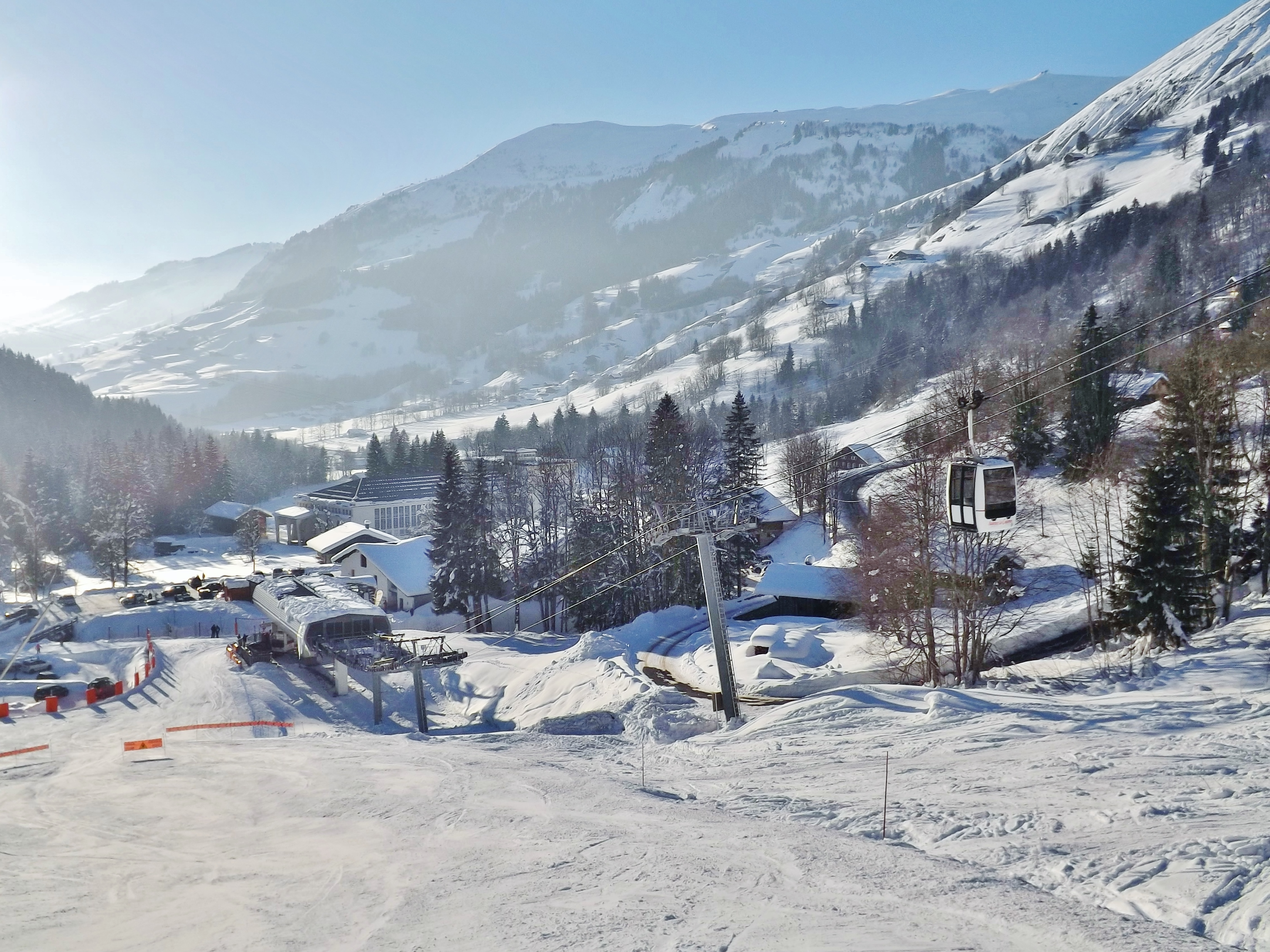
Départ de la télécabine du Val Joly.

La commune possède deux stations de sports d'hiver qui ne sont pas reliées. La plus ancienne et la plus renommée, Les Saisies, se trouve également sur une partie de Villard-sur-Doron. La station a accueilli les épreuves de ski de fond lors des Jeux olympiques d'hiver de 1992 d'Albertville. Elle est reliée au grand domaine de l'Espace Diamant, qui réunit quatre autres stations des Aravis-Beaufortain.
L'autre station, Hauteluce - Val Joly, est située au fond de la vallée sur le hameau de Belleville. Elle est reliée à la station des Contamines, et fait partie du domaine Évasion Mont-Blanc.
En 2014, la capacité d'accueil de la commune, estimée par l'organisme Savoie-Mont-Blanc, est de 16 072 lits touristiques (dont plus 14 000 lits touristiques aux Saisies) répartis dans 2 777 établissements. Les hébergements se répartissent comme suit : 520 meublés ; 6 résidences de tourisme ; 3 hôtels ; un établissement d'hôtellerie de plein air ; 5 centres ou villages de vacances/auberges de jeunesse ; deux refuges ou gîtes d'étape et trois chambres d'hôtes.

## Culture locale et patrimoine

### Lieux et monuments
- Le monument principal et le plus visible est l'Église Saint-Jacques-d'Assyrie, de style baroque, avec son clocher à bulbe (1558, 1666-1672, 1912)[23].  Classé MH (1943)[24], rénovée en 2018 (clocher, peinture extérieure, façade et toiture, ainsi que l'intérieur). On y trouve également un écomusée.
- La chapelle Notre-Dame-de-Haute-Lumière au col des Saisies avec les vitraux en création de Joël Mône.
- Deux stations de sports d'hiver l'une au col des Saisies, Les Saisies, et la seconde au hameau de Belleville, Hauteluce - Val Joly, reliée aux Contamines par le col du Joly.

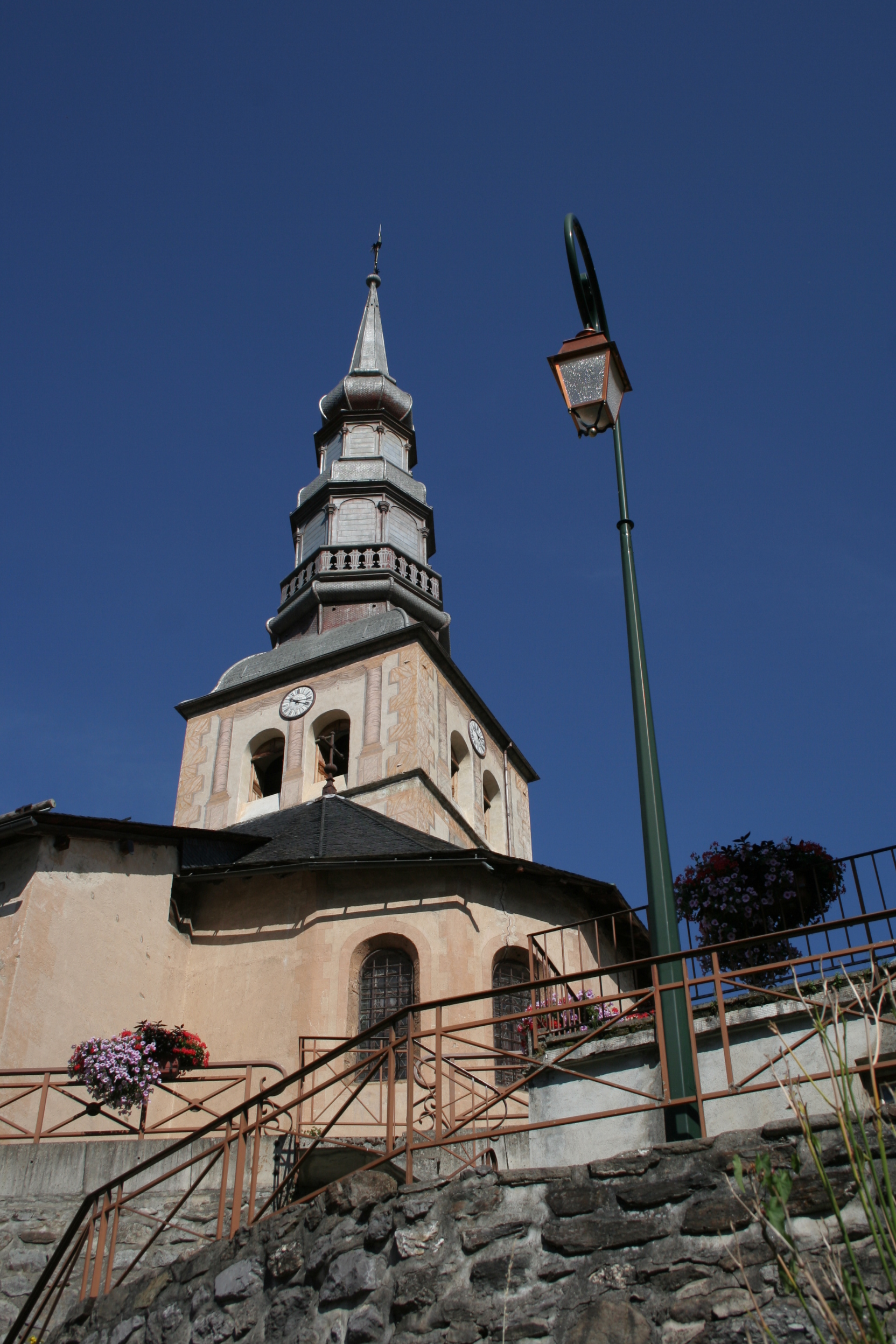
Église Saint-Jacques-d'Assyrie, avec son clocher à bulbe.
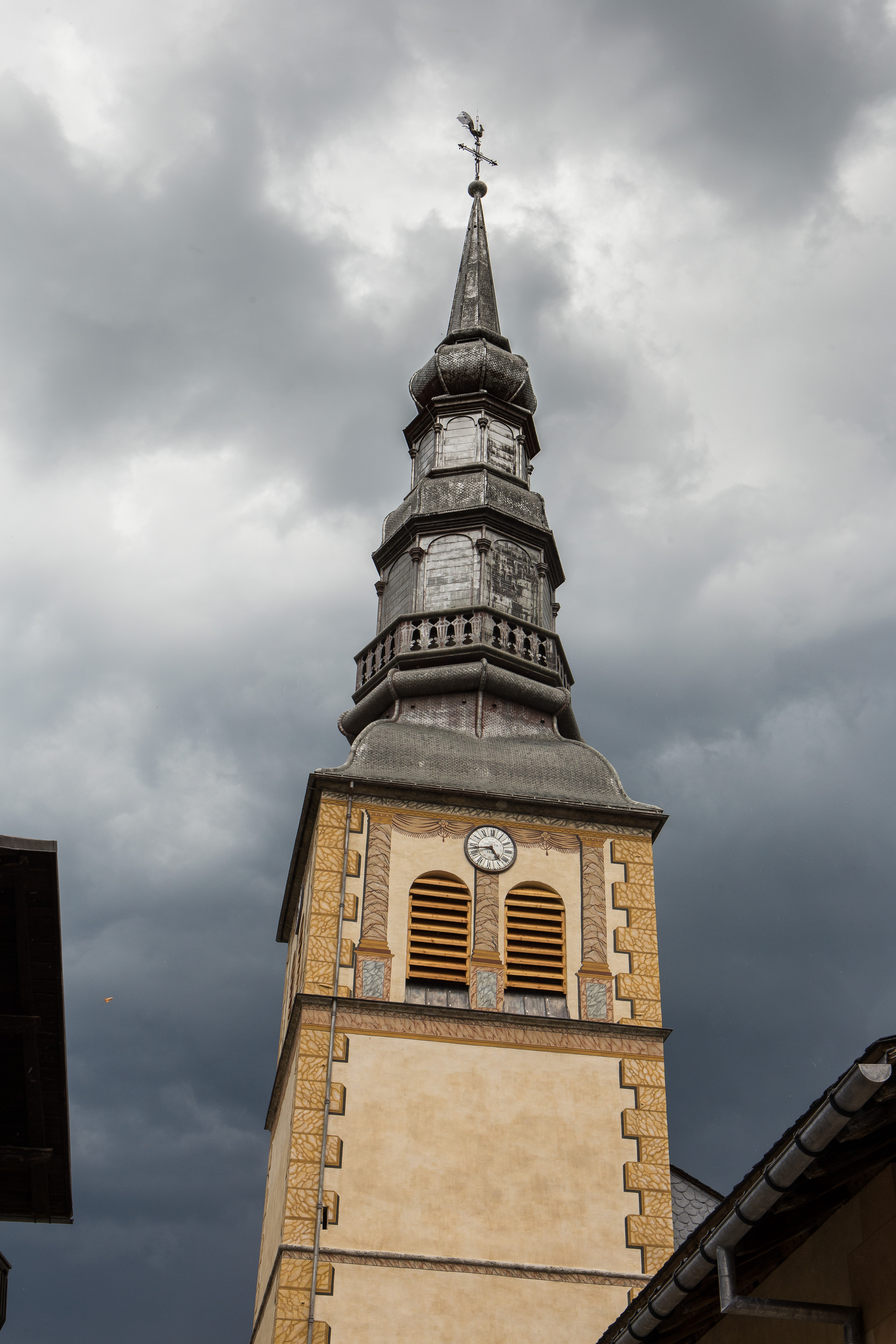
Clocher à bulbe
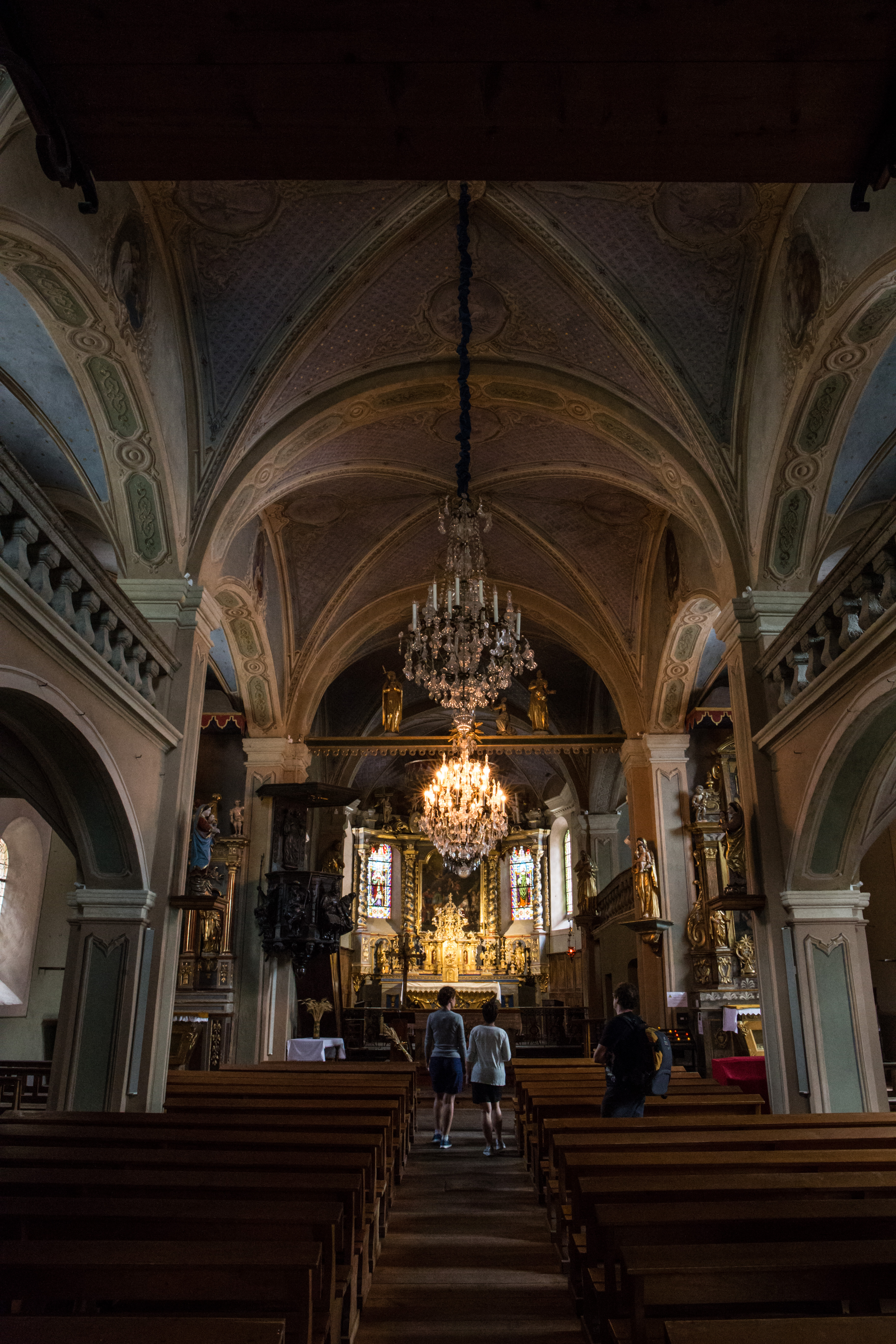
Église Saint-Jacques d'Assyrie
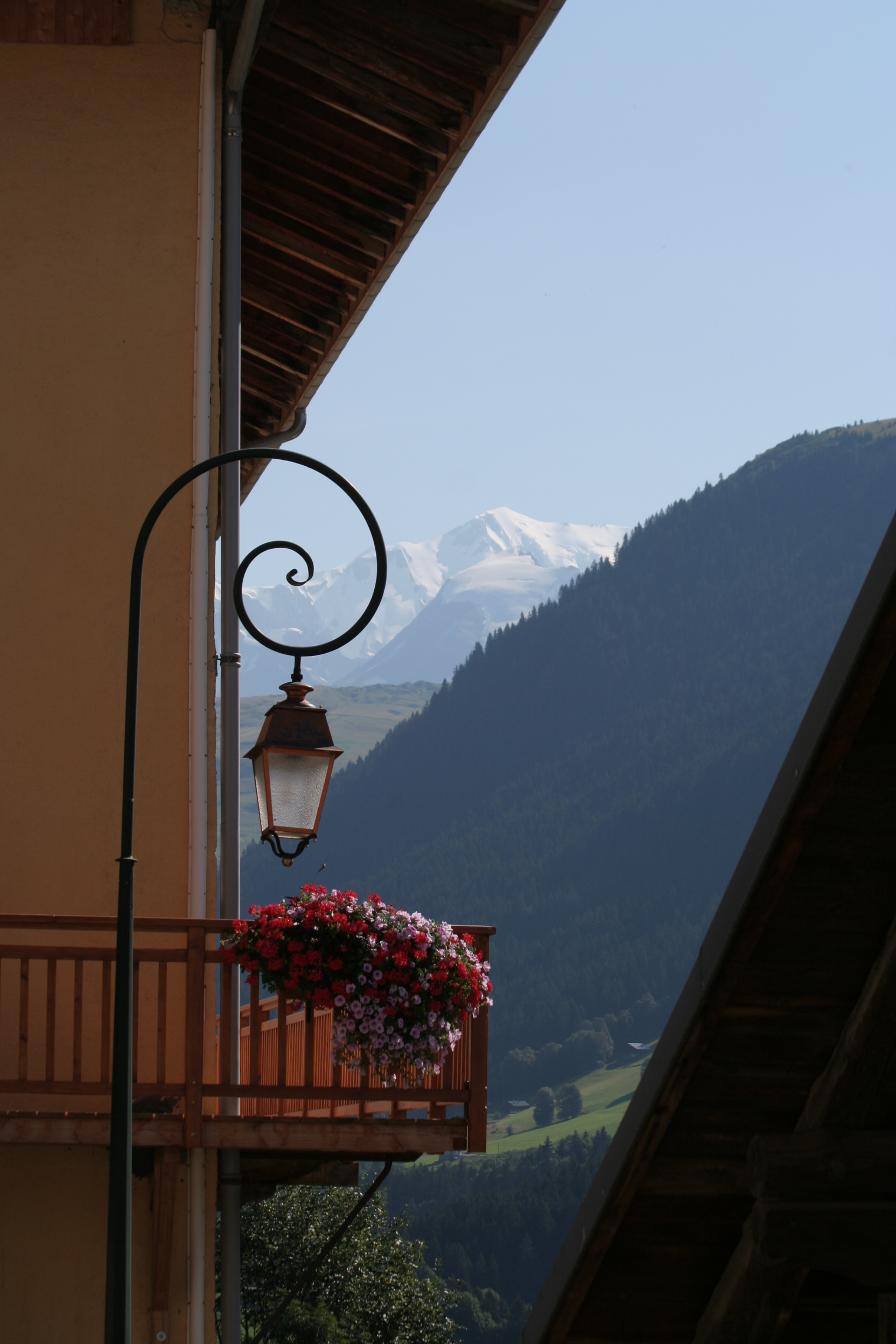
Le mont Blanc vu de Hauteluce.
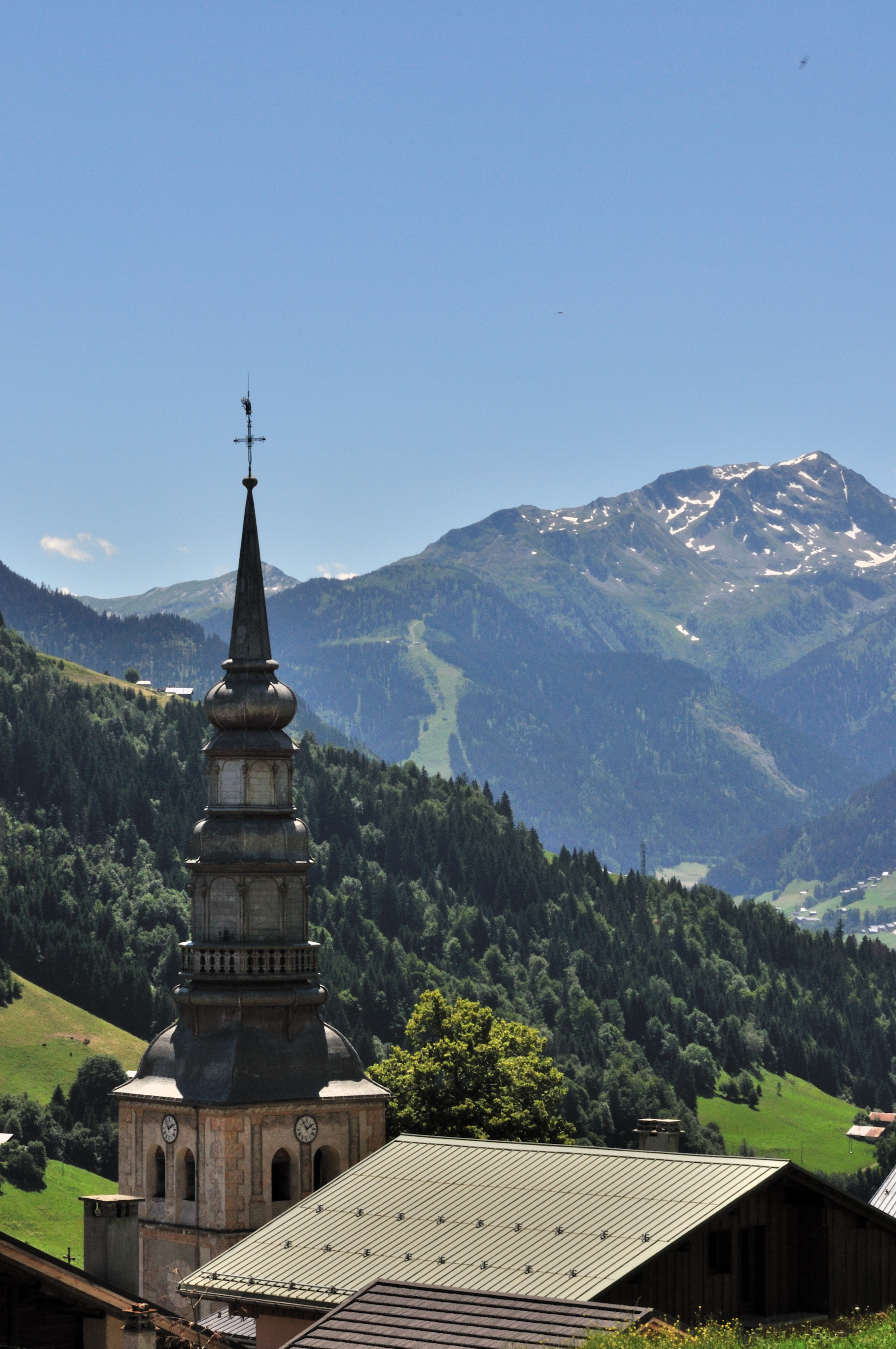
Le clocher de l'église de Hauteluce.
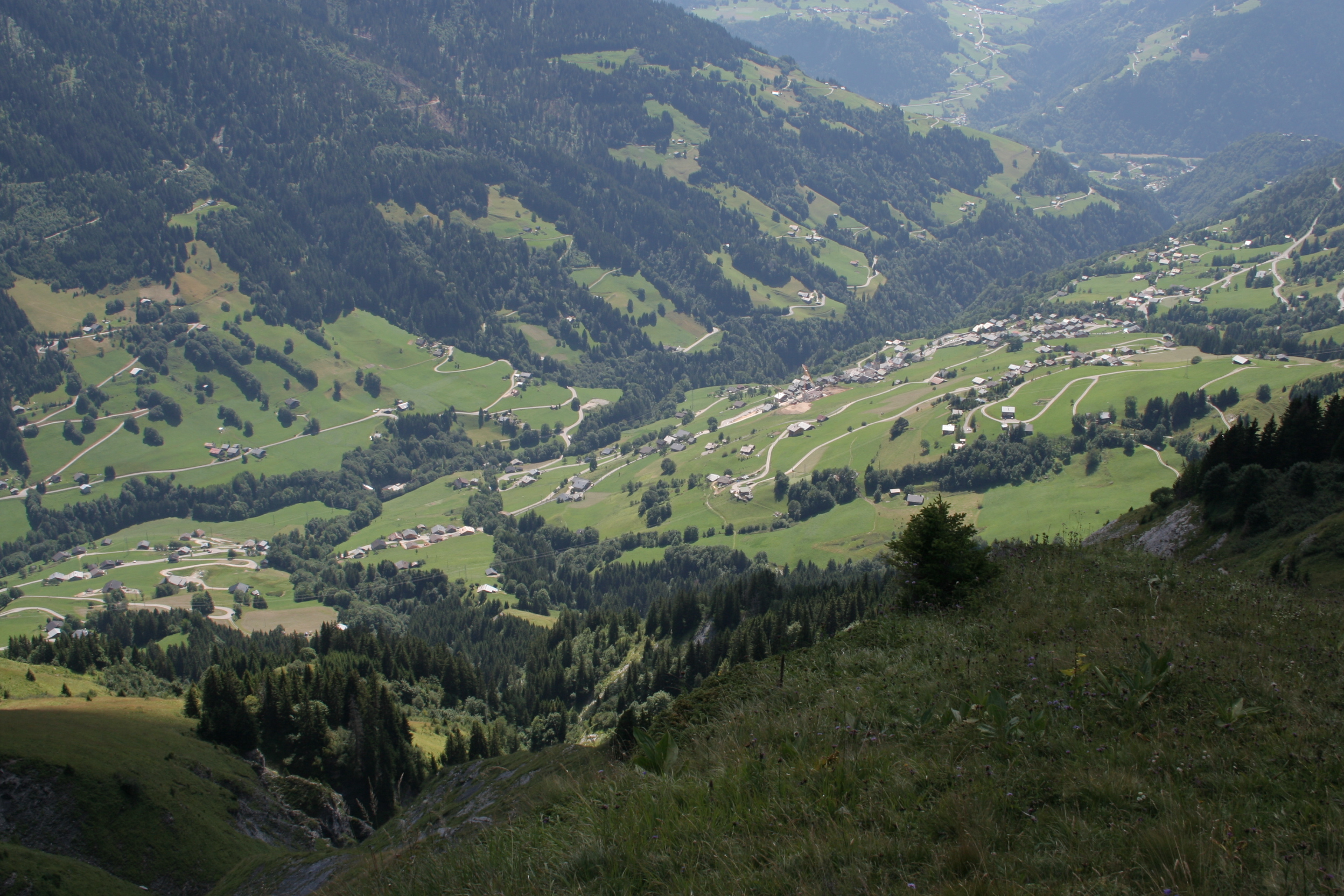
Hauteluce vue du mont Clocher (1 976 m).

### Patrimoine naturel
- Col des Saisies

#### Espaces verts et fleurissement
La commune obtient sa première fleur au concours des villes et villages fleuris en 2015.

### Personnalités liées à la commune
- La famille Piccard, originaire des Saisies, dont plusieurs membres ont été champions de sports d'hiver :
  - Franck Piccard, skieur alpin, notamment champion olympique du Super-G en 1988
  - Leïla Piccard, skieuse alpine
  - Ted Piccard, skieur alpin, spécialiste de skicross
- Jean-François Ducis (1733-1816), né et mort à Versailles, mais sa famille était originaire d'Hauteluce.
- Justine Braisaz, biathlète française et médaillée olympique de la discipline
- Laura Chamiot-Maitral, skieuse de fond

### Héraldique
| Blason de Hauteluce | Blason  | Parti d’azur à une montagne d’argent, un barrage-voûte du même aux contreforts de sable mouvant du flanc dextre et retenant un lac d’azur mouvant du parti ; et de sinople à un clocher à bulbe d’or ajouré de deux fenêtres de sable et mouvant de la pointe ; au chef de gueules à la croix d’argent (chef de Savoie),. |
| Blason de Hauteluce | Détails | Le statut officiel du blason reste à déterminer. |

#### Sites communaux et locaux
- Sites officiels : www.hauteluce.com et www.mairie-hauteluce.fr
- Ressources relatives à la géographie :   - Insee (communes)
  - Ldh/EHESS/Cassini
- Ressource relative à plusieurs domaines :   - Annuaire du service public français
- Notices d'autorité :   - BnF (données)
- Site de l'office du tourisme d'Hauteluce
- Site de la station des Saisies

#### Sites institutionnels
- Direction départementale des Territoires de la Savoie, « Hauteluce (73132) », sur Site de la Direction départementale des Territoires - observatoire.savoie.equipement-agriculture.gouv.fr (consulté en février 2015), Observatoire des Territoires de la Savoie
- « Bases de données : Commune de Hauteluce (73132), Département de la Savoie (73) », sur le site de l'INSEE - www.insee.fr (consulté en février 2015).
  - « Hauteluce (73132 - Commune), Chiffres clés - « Évolution et structure de la population » », sur le site de l'INSEE - www.insee.fr (consulté en février 2015), p. 18 (Chiffres de 2009).
  - « Bases de données : Commune de Hauteluce (73132), Département de la Savoie (73) - « Chiffres clés Évolution et structure de la population » », sur le site de l'INSEE - www.insee.fr (consulté en février 2015) (Chiffres de 2011, mise à jour le 28 juin 2012).